# Neogale felipei
Neogale felipei is een zoogdier uit de familie van de marterachtigen (Mustelidae). De wetenschappelijke naam van de soort werd voor het eerst geldig gepubliceerd door Izor & de la Torre in 1978.

## Voorkomen
De soort komt voor in Colombia en Ecuador.